# HALO (MUCCの曲)
「HALO」（ハロー）は、MUCCの楽曲で、29枚目のシングル。2013年9月25日、ソニー・ミュージックアソシエイテッドレコーズから発売された。

## 概要
2ヶ月連続リリースシングルの第1弾。初回生産限定盤収録の「狂乱狂唱 RMX for 不安の種」は映画『不安の種』の主題歌に採用された。
初回生産限定盤はCDとDVDの2枚組。

## 収録曲
- 全編曲：ミヤ

### 初回生産限定盤
1. HALO
作詞・作曲：ミヤ
2. テリトリー
作詞：逹瑯 作曲：ミヤ
3. 狂乱狂唱 RMX for 不安の種

#### DVD
1. HALO MUSIC VIDEO
2. MUCC Tour 2013 “Shangri-La”ウラファイナルダイジェスト

### 通常盤
1. HALO
2. Monroe
作詞・作曲：YUKKE
3. MOTHER-RYUKYUDISKO REMIX-

## 曲解説
HALO
ガレージ・ロックやパンク・ロックのテイストを取り入れたキャッチーな曲。歌詞は、作詞担当のミヤ曰く「すごくわかりやすい言葉に、裏を持たせたい」ことから始まったとのこと。HALOはわかりやすくストレートな言葉だが、挨拶・始まりだけでなく終わりを意味する言葉にも成りうるとのこと。
作曲に関しては、2013年の春に原曲をミヤが制作した。ガレージ・ロックやパンク・ロックの雰囲気を意識したが、これはカップリング曲にも通じる要素である。。
テリトリー
表題曲同様ガレージ・ロックやパンク・ロックの荒い雰囲気を取り入れている曲。スタジオで全員でジャム形式に合わせて作った曲だが、意識的にではなく流れ的にそういう形になった。本人等曰く「一発録りに近い感じ」。ドラムもノークリックで叩いている。。
Monroe
ダンサブルなミッドテンポナンバー。ミヤ曰く「オーソドックスから一歩はずれた感じ」。。